# 新規上場申請のための有価証券報告書
新規上場申請のための有価証券報告書（しんきじょうじょうしんせいのためのゆうかしょうけんほうこくしょ）とは、日本国内の証券取引所に上場を希望する発行会社が、各証券取引所の上場規程に従い作成する書類のことである。Ⅰの部とⅡの部からなる二部構成でできているこの書類のうち、Ⅰの部については、有価証券届出書と同様の記載が求められており、記載にあたっては新規公開時に提出する有価証券届出書の様式である企業内容等の開示に関する内閣府令第2号の4様式に基づいて作成されることとなる。

## 概要
新規上場申請のための有価証券報告書は、法令で上場会社等に提出が求められている有価証券報告書とは異なり、あくまでも各証券取引所の上場規程に従い作成する書類のことである。前述のとおり、その内容は、Ⅰの部とⅡの部の二部構成となっており、このうち、Ⅰの部は投資家への企業情報の開示を目的とした書類であり、証券取引所のホームページなどで公衆縦覧に供されるほか、ほぼ同様の内容が記載された有価証券届出書もEDINETにて公衆の縦覧に供される。Ⅱの部は、取引所の本則市場への上場を目指す発行会社が新規上場申請の際に証券取引所に向けて提出するものである。このⅡの部は、上場審査のために、Ⅰの部の内容を補完する書類であることから、その記載内容について、主幹事証券会社の公開引受部門や引受審査部門、証券取引所の上場審査部門など上場審査の関係者以外が知ることはできないものとなっている。
また、特別注意銘柄に指定された企業が提出する内部管理体制確認書も、新規上場申請のための有価証券報告書Ⅱの部の記載事項にに準じて作成する。

### 記載事項
新規上場申請のための有価証券報告書に記載すべき事項は主に次のとおりである。

#### Ⅰの部
第一部　【証券情報】
1. 【募集要項】新規発行株式の種類及び発行数、株式募集の方法及び条件、株式の引受け、新規発行新株予約権証券、新規発行社債、社債の引受け及び社債管理の委託、新規発行コマーシャル・ペーパー及び新規発行短期社債、新規発行カバードワラント、新規発行預託証券及び新規発行有価証券信託受益証券、新規発行による手取金の使途並びに会社設立の場合の特記事項[6][5][3]
2. 【売出要項】売出有価証券及び売出しの条件[6][5][3]
3. 【第三者割当の場合の特記事項】[6][5][3]
4. 【その他の記載事項】[6][5][3]

第二部　【企業情報】
1. 【企業の概況】主要な経営指標等の推移、沿革、事業の内容、関係会社の状況及び従業員の状況[6][5][3]
2. 【事業の状況】業績等の概要、生産・受注・販売の状況、経営方針・経営環境・対処すべき課題等[註釈 4]、事業等のリスク、経営上の重要な契約等、研究開発活動並びに財政状態、及び経営成績の分析[6][5][3][7][8]
3. 【設備の状況】設備投資等の概要、主要な設備の状況並びに設備の新設、及び除却等の計画[6][5][3]
4. 【提出会社の状況】株式等の状況、自己株式の取得等の状況、配当政策、株価の推移、役員の状況、及びコーポレート・ガバナンスの状況等[6][5][3]
5. 【経理の状況】連結財務諸表等及び財務諸表等[註釈 5][6][5][3]
6. 【提出会社の株式事務の概要】[6][5][3]
7. 【提出会社の参考情報】提出会社の親会社の情報及びその他の参考情報[6][5][3]

第三部【提出会社の保証会社の情報】
第四部【特別情報】
1. 【最近の財務諸表】[註釈 7][6][5][3]
2. 【保証会社及び連動子会社の最近の財務諸表又は財務書類】[註釈 8][6][5][3]

#### Ⅱの部
1. 【上場申請理由】上場を申請した理由[註釈 9]及び企業グループの実情[2][10]
2. 【企業グループの概況】沿革[註釈 10]、グループの状況[註釈 11]及び親会社との関係[註釈 12][2][10]
3. 【事業の概況】業界事情[註釈 13]、事業内容[註釈 14][2][10]
4. 【経営管理体制】組織体制、コーポレート・ガバナンス、内部監査、監査役監査、適時開示体制[註釈 15]、有価証券報告書の作成体制[註釈 16]、内部情報管理体制並びにインサイダー取引防止策[註釈 17]、リスク管理並びにコンプライアンス体制について、及び役員並びに社員に準ずる者について、及び従業員の状況[2][10]
5. 【株式等の状況】大株主、株式事務、種類株式[2][10]
6. 【経理の状況】連結財務諸表明細、財務諸表明細、監査意見、会計参与、アウトソーシングについて、及び国税庁並びに税務署からの調査について[2][10]
7. 【予算統制等】予算統制、及び資金の調達並びに運用の方針について[2][10]
8. 【過年度の業績】連結貸借対照表、連結損益計算書、貸借対照表、損益計算書、連結損益の変動要因について、申請会社の損益等の推移、子会社の損益、及び収支の変動要因[2][10]
9. 【今後の見通し】企業集団の状況、及び申請会社の状況[2][10]
10. 【その他】過去3年間における係争又は紛争事件の有無とその詳細、コンサルティング契約・顧問契約の有無とその詳細、主幹事契約の締結等[註釈 18]、及び他の証券取引所への上場申請の有無[2][10]

## 脚註

### 註釈
1. ↑  Ⅰの部を縦覧に供する目的は、投資判断の材料とすることにある[3]。そのため、記載内容については、会社の評価や投資の適格性についても、書かれることとなる[3]。また、将来的に株価の下落要因になりうるリスク情報についても、意識的に多く説明する必要がある[3]。
2. ↑  ＪＡＳＤＡＱなど、新興市場への上場を希望する場合は、Ⅱの部の提出は不要であるが、代わりにJASDAQへの上場であればJASDAQ上場申請レポートと呼ばれる書類を作成し提出するなど、それぞれの市場に応じて対応する必要がある[1]。
3. ↑  Ⅱの部はⅠの部だけでは、説明しきれない部分について説明を行うことで、上場審査を円滑にするための書類である[2]。そのため、Ⅰの部にも記載されているような利益水準や時価総額などの定量的なデータよりも、経営者の価値観や内部統制などの信頼性・安定性などの定性的な情報をありのままに記載することが有用である[2]。
4. ↑  「企業内容等の開示に関する内閣府令」の有価証券届出書の記載上の注意に関する項目では、「経営方針、経営環境及び対処すべき課題等」については、①「最近日現在において提出会社が経営方針・経営戦略等を定めている場合には、当該経営方針・経営戦略等の内容」について、②「経営上の目標の達成状況を判断するための客観的な指標等がある場合には、その内容について」それぞれ記載することを求めている[7]。また、③「将来に関する事項を記載する場合には、当該事項は届出書提出日現在において判断したものである」ことを記載することも求めている[7]。このうち、②の「客観的な指標等」については、「経営計画等の具体的な目標数値の記載を義務付けるものでは」無いという見解が金融庁より示されており、必ずしも具体的な数値を記載することは必要ないとされる[7]。
5. ↑  直近2会計年度のものについて記載する義務がある。なお、2014年9月の「企業内容等の開示に関する留意事項について」の改正までは、5事業年度分の記載が求められていた[9]。
6. ↑  該当する場合のみ記載[6]
7. ↑  最近5事業年度分の財務諸表のうちで第二部では記載しなかった年のもののみ記載[6]
8. ↑  該当する場合のみ記載[6]
9. ↑  理由の他、目的、メリット及び上場申請を今期とした経緯等の記載も必要である[10]。
10. ↑  申請会社設立の経緯、企業グループの変遷、最近5年間における合併・分割等のコーポレート・アクション、企業グループの事業の変遷、最近5年間並びに申請事業年度における公開買付等の状況、及び最近10年間における不渡手形等の状況について記載することが求められる[10]。
11. ↑  経営方針等、セグメント別の事業内容等、企業グループ各社間における出資比率並びに取引関係、直前事業年度の子会社並びに関連会社の業績等、及び投資ファンドの状況について記載が求められる[10]。
12. ↑  親会社等の状況、親会社等を中心とした企業グループ内での自社の立ち位置、親会社等の承認及び事前報告、親会社等並びに兄弟会社等の役員等の兼任状況、親会社等並びに兄弟会社等からの出向者の状況、及び親会社等からの債務保証についての記載が求められる[10]。
13. ↑  市場規模、市況、生産実績、販売価格、原料事情、代替製品の開発、国際競争力や技術革新に関する最近の業界の動向、並びに今後の見通し、及び、同業他社の会社名、同業他社の特徴(取扱製商品の特徴、営業展開の特徴等)、競合の状況、申請会社の差別化要因、新規参入の状況等を含む同業他社の状況を、各事業セグメントごとに記載することが求められる[10]。
14. ↑  事業内容の特徴、契約、仕入れ、販売、業務フロー等に関する記載のほか、事業所の展開方針とその状況等、研究開発の状況等、法的規制、行政指導の概要並びに監督官庁の有無、及び、許認可、免許並びに登録等の状況などに関する記載も求められる[2][10]。
15. ↑  具体的には、「適時開示体制の整備及び運用状況」、「業績予想の開示についての方針」、「上場後の決算発表日及び決算発表早期化への取組みの内容」、及び、「最近3年間及び申請事業年度に適時開示上において受けた措置」に関する記載が求められる[10]。このうち、「適時開示体制の整備及び運用状況」については、適時開示体制の整備に向けた取組み、適時開示担当部署及び担当人員数等の状況、適時開示実施の際の事務フロー、適時開示資料等の開示前の漏洩防止のための管理状況の記載が求められる[10]。「業績予想の開示についての方針」については、開示する数値の種類、及び、利益計画との整合性等の基本方針を記載することが求められる[10]。このほか、業績予想と実績の乖離状況の把握方法、業績予想の修正の要否についての判断基準について記載することも求められる[10]。
16. ↑  「有価証券報告書の作成体制」や「最近3年間及び申請事業年度における有価証券報告書等の訂正の状況」に関する記載が求められる[10]。このうち、「最近3年間及び申請事業年度における有価証券報告書等の訂正の状況」については、有価証券報告書などの法定開示書類に関して、最近3年間及び申請事業年度内に訂正を実施した場合は、その具体的な内容と訂正の経緯、そして、訂正に関連して処分（証券取引等監視委員会から金融庁に対して課徴金納付命令勧告等が出されるなど）があった場合は、その内容について記載することが求められる[10]。
17. ↑  「重要事実等の管理体制及び役職員のインサイダー取引防止策」、「最近2年間及び申請事業年度における役員及び役員に準ずる者の申請会社株式の売買の状況」及び「最近3年間及び申請事業年度に申請会社株式の売買において受けた注意喚起」に関する記載が求められる[10]。
18. ↑  主幹事契約の締結等に関する記載を求める目的は、発行会社が主幹事証券会社を選定する際に、自社にとって極端に都合の良い判断を下すような証券会社を選ぶなど、不公正な行為を取っていないかを確認することにある[2]。